# Sageretia
Sageretia är ett släkte av brakvedsväxter. Sageretia ingår i familjen brakvedsväxter.

## Bildgalleri

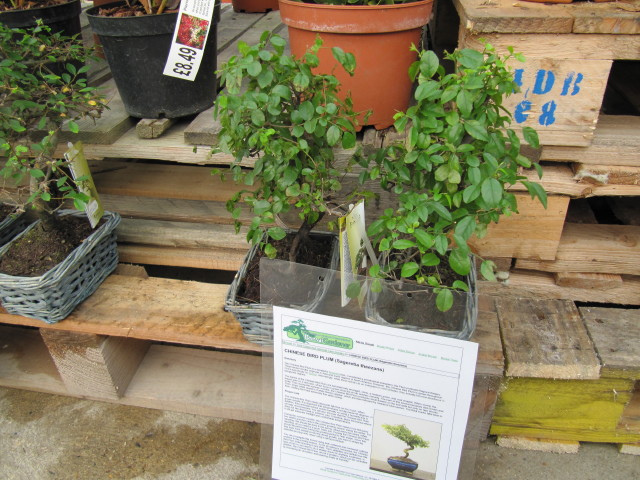

## Dottertaxa tillSageretia, i alfabetisk ordning[1]
- Sageretia brandrethiana
- Sageretia camellifolia
- Sageretia coimbatorensis
- Sageretia cordifolia
- Sageretia corymbosa
- Sageretia devendrae
- Sageretia elegans
- Sageretia filiformis
- Sageretia gongshanensis
- Sageretia gracilis
- Sageretia hamosa
- Sageretia henryi
- Sageretia horrida
- Sageretia kashmirensis
- Sageretia kishtwarensis
- Sageretia laxiflora
- Sageretia lehmanii
- Sageretia lijiangensis
- Sageretia lucida
- Sageretia melliana
- Sageretia mexicana
- Sageretia minutiflora
- Sageretia omeiensis
- Sageretia paucicostata
- Sageretia pedicellata
- Sageretia pycnophylla
- Sageretia randaiensis
- Sageretia rugosa
- Sageretia salamensis
- Sageretia santapaui
- Sageretia subcaudata
- Sageretia thea
- Sageretia wallichii
- Sageretia wrightii
- Sageretia yilinii
- Sageretia yunlongensis